# Zorotypus caudelli
Zorotypus caudelli är en jordlusart som beskrevs av Heinrich Hugo Karny 1927. Zorotypus caudelli ingår i släktet Zorotypus och familjen Zorotypidae. Inga underarter finns listade i Catalogue of Life.